# Erwin Feuchtmann
Erwin Jan Feuchtmann Pérez (ur. 2 maja 1990 w Punta Arenas) – chilijski piłkarz ręczny, reprezentant kraju, gra na pozycji środkowego rozgrywającego w niemieckim klubie VfL Gummersbach.
Feuchtmann uczestniczył w Mistrzostwach Świata w piłce ręcznej 2017.